# Kabinett John Adams
John Adams folgte als Präsident der Vereinigten Staaten auf den ersten Amtsinhaber George Washington. Er war der erste Präsident, der als Kandidat einer Partei gewählt wurde: Adams war Föderalist, sein Gegenkandidat bei der Wahl im Jahr 1796, Thomas Jefferson, gehörte der Demokratisch-Republikanischen Partei an. Jefferson unterlag Adams nur knapp, wurde aber aufgrund des damaligen Wahlsystems dessen Vizepräsident. Vier Jahre darauf trat Adams erneut gegen Jefferson an, verlor jedoch und wurde somit als erster US-Präsident aus dem Amt gewählt. Obwohl in den folgenden Jahren noch mehrere föderalistische Kandidaten antraten, blieb er der einzige Präsident, den diese Partei jemals stellte.
Gegenüber dem Kabinett von George Washington nahm Adams praktisch keine Änderungen vor; er berief alle fünf amtierenden Minister erneut, von denen Charles Lee (Justiz) und Joseph Habersham (Post) auch bis zum Ende von Adams’ Präsidentschaft ihre Posten behielten. John Adams schuf zudem 1798 das Marineministerium, dessen Leitung Benjamin Stoddert übernahm.

## Mehrheit im Kongress
| Präsident                         | Präsident      | Kongress | Haus  | Haus   | Senat | Senat | Gesamt | Gesamt             |
| --------------------------------- | -------------- | -------- | ----- | ------ | ----- | ----- | ------ | ------------------ |
|                                   | John Adams (F) | 5.       |       | 57/106 |       | 22/32 |        | Unified government |
| 6.                                | John Adams (F) | 60/106   | 22/32 |        |       |       |        | Unified government |
| Quelle: Repräsentantenhaus, Senat |                |          |       |        |       |       |        |                    |

## Das Kabinett
| Ressort / Amt                          | Amtsinhaber       | Partei | Partei                           | Zeitraum  | Bild |
| -------------------------------------- | ----------------- | ------ | -------------------------------- | --------- | ---- |
| Präsident der Vereinigten Staaten      | John Adams        |        | Föderalist (F)                   | 1797–1801 |      |
| Vizepräsident der Vereinigten Staaten  | Thomas Jefferson  |        | Demokratischer Republikaner (DR) | 1797–1801 |      |
| Ministerämter                          |                   |        |                                  |           |      |
| Außenminister der Vereinigten Staaten  | Timothy Pickering |        | F                                | 1797–1800 |      |
| Außenminister der Vereinigten Staaten  | John Marshall     |        | F                                | 1800–1801 |      |
| Finanzminister der Vereinigten Staaten | Oliver Wolcott    |        | F                                | 1797–1800 |      |
| Finanzminister der Vereinigten Staaten | Samuel Dexter     |        | F                                | 1800–1801 |      |
| Kriegsminister der Vereinigten Staaten | James McHenry     |        | F                                | 1797–1800 |      |
| Kriegsminister der Vereinigten Staaten | Samuel Dexter     |        | F                                | 1800–1801 |      |
| Marineminister der Vereinigten Staaten | Benjamin Stoddert |        | F                                | 1798–1801 |      |
| Justizminister der Vereinigten Staaten | Charles Lee       |        | F                                | 1797–1801 |      |
| Postminister der Vereinigten Staaten   | Joseph Habersham  |        | Parteilos                        | 1797–1801 |      |